# Antonio Cabral Bejarano
Antonio Cabral Bejarano (n. 31 octombrie 1798, Sevilla, Regatul Sevillei⁠(d), Spania – d. 1 august 1861, Sevilla, Andaluzia, Spania) a fost un pictor spaniol, considerat a fi un adept al picturii romantice la nivel european și al școlii de pictură hispanică specifică costumbrismului. Strămoșii săi din mai multe generații anterioare au fost pictori, iar el a fost inițial instruit de tatăl său. A fost activ în principal în orașul său natal, Sevilla, primind multe comenzi din partea guvernului municipal. A fost primul director al Muzeului de Arte Frumoase din Sevilla.

## Tinerețe
S-a născut la Sevilla. Stră-străbunicul său a fost pictorul Diego Bejarano. A avut o fiică pe nume Maria Bejarano, care s-a căsătorit cu Pedro Cabral. Din această căsătorie s-a născut pictorul Joaquin Cabral Bejarano, un cunoscut pictor al stilului neoclasic. În 1785, Joaquín s-a căsătorit cu Escolástica Pérez Junquitu Fernández. Din această căsătorie s-a născut Antonio Cabral Bejarano în 1798. Fiind botezat în biserica San Pedro sub numele de Antonio Joaquín María de Todos los Santos Ignacio de Loyola Quintín, el avea să renunțe mai târziu la numele de familie materne, pentru a le folosi doar pe cele ale tatălui său.

## Carieră
A fost pregătit artistic de către tatăl său. În 1812, după ce invadatorii francezi au fost forțați să evacueze Sevilla, cursurile au fost reluate la Escuela de Tres Nobles Artes (Școala de Trei Arte Nobile) și Antonio Cabral a intrat ca student. În 1814 a colaborat cu tatăl său la decorarea mănăstirii Treimii și, în 1816, la decorarea Arhivei Generale a Indiilor, care la acea vreme era și tribunal consular. Această decorare a Arhivei Indiilor a fost realizată cu ocazia trecerii prin oraș a prințeselor portugheze María Isabel de Braganza și Francisca de Braganza, în drum spre Madrid pentru a se căsători, respectiv, cu regele Ferdinand al VII-lea și cu fratele său Carlos María Isidro.
În 1819 a ajutat la construirea unui catafalc funerar în Catedrala din Sevilla în memoria aceleiași Maria Isabel de Braganza, care a murit în mod tragic în timpul nașterii după doar doi ani de căsătorie. A realizat și o gravură care arată catafalcul pentru coperta unei cărți despre eveniment. În 1820 a proiectat pentru consiliul orașului Sevilla decorarea unui monument de comemorare a Constituției din 1812.
În 1825 a fost numit profesor asistent de perspectivă la Școala celor Trei Arte Nobile. În 1829, Consiliul Local din Sevilla a comandat construirea „Templului lui Himeneo” în Plaza de la Encarnación, pentru a comemora căsătoria dintre Ferdinand al VII-lea și Maria Cristina de Borbón.
În 1835 i s-a oferit o poziție la Academia Regală de Arte Frumoase San Fernando din Madrid, în semn de apreciere pentru pictura sa „Decapitarea Sfântului Ioan Botezătorul”.

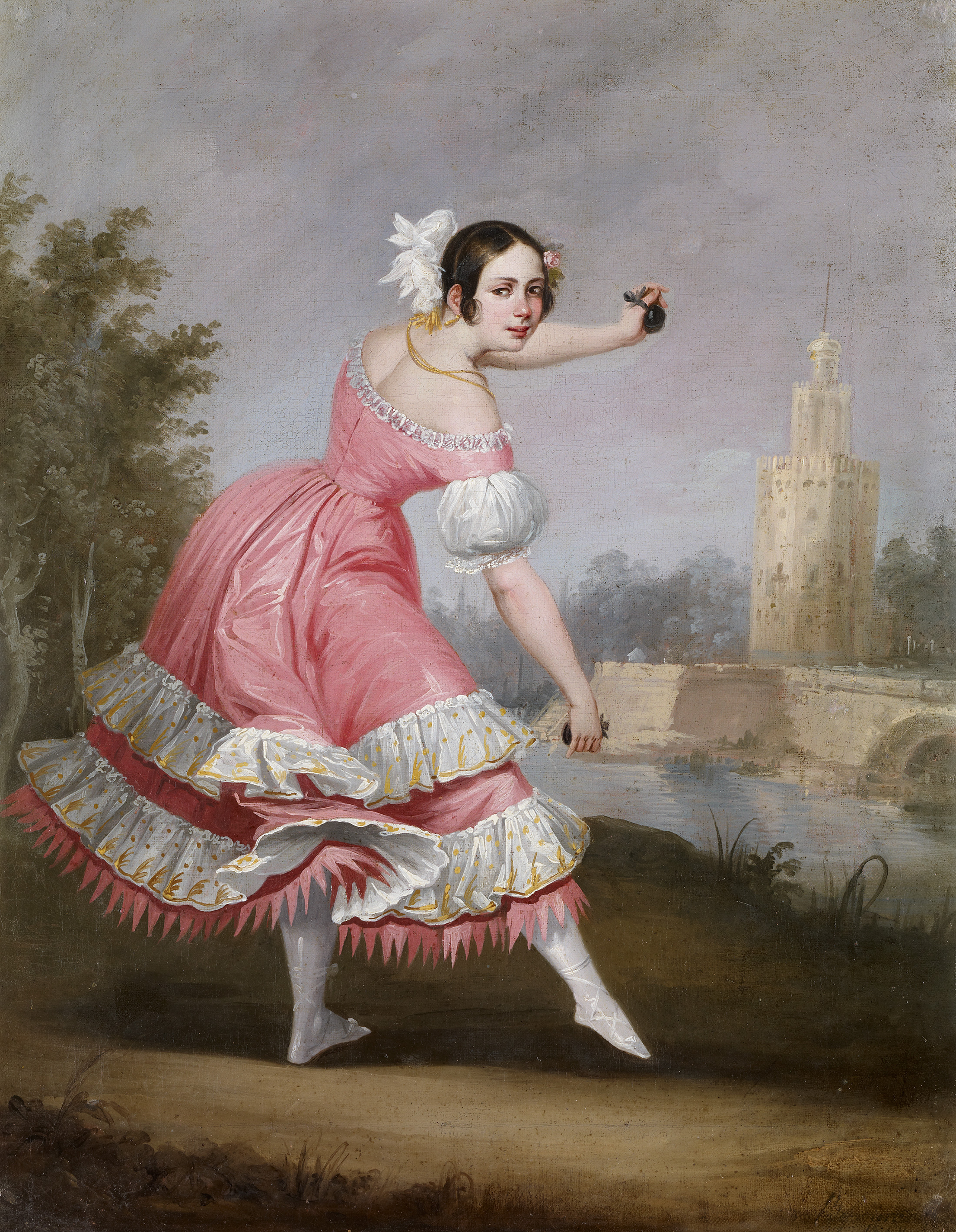
Antonio Cabral Bejarano, Un dansatoare de bolero. 1842. Muzeul Carmen Thyssen, Málaga

În 1837 a fost numit membru al comitetului de conducere al recent înființatuuli Muzeu de Arte Frumoase din Sevilla. În 1838 a fost fondat Liceo de Sevilla, iar el a participat la organizarea diferitelor acte și expoziții. În 1839, Consiliul Local din Sevilla i-a comandat un monument efemer, „Templul Păcii”, pentru a comemora Pacea de la Vergara, prin care s-au încheiat războaiele carliste.
În 1840 a fost numit primul director al Muzeului de Arte Frumoase din Sevilla.
În 1846, a proiectat decorațiunile adăugate fațadei clădirii Guvernului Civil cu ocazia nunții lui Isabel a II-a și Luisa Fernanda⁠(d), cu Ducele de Cádiz și, respectiv, Ducele de Montpensier. Tot în 1846 a proiectat fațada Teatrului Pasiunii, care se afla pe strada cu același nume. În 1847 a pictat decorațiunile scenei și acoperișurile Teatrului San Fernando.
În 1850 a fost numit director al Școlii de Arte Frumoase din Sevilla. Între 1850 și 1857 a realizat mai multe lucrări pentru ducele de Montpensier. Printre aceste lucrări se numără picturile capelei Palatului San Telmo, achiziționate de duce la acea vreme, precum și portretele ale unor iluștri locuitori ai Seviliei. A fost succedat ca pictor în acest palat de Joaquín Domínguez Bécquer⁠(d).
În iulie 1853 a avut loc un scandal când a fost acuzat că a vândut cincizeci de picturi aparținând Muzeului de Arte Frumoase. În consecință, a fost demis din funcția de director. A fost readmis în septembrie, când a returnat cele cincizeci de picturi.

## Familie
În 1823 s-a căsătorit cu Francisca de Paula Aguado Pacheco. Din această căsătorie s-au născut copiii Francisco în 1824, Jose Maria în 1826, Manuel în 1827, Carlota în 1829, María Dolores în 1832, Juan Antonio în 1834, Rafael în 1837, María Aurora în 1838 și Luisa în 1840. Toți acești copii au folosit numele de familie Cabral Bejarano. Câțiva dintre ei aveau să devină la rândul lor pictori.

## Deces
A murit la Sevilla, la vârsta de 62 de ani.